# 美しき女教師
『美しき女教師』（うつくしきおんなきょうし、西: Linda maestra!, 英: Pretty teacher!）は、フランシスコ・デ・ゴヤが1797年から1799年に制作した銅版画である。エッチング。80点の銅版画で構成された版画集《ロス・カプリーチョス》（Los Caprichos, 「気まぐれ」の意）の第68番として描かれた。黒魔術によって飛行する魔女を描いた連作の1つで、売春について批判した作品と考えられている。《ロス・カプリーチョス》の初期構想である素描集《夢》に準備素描が所蔵されている。

## 作品

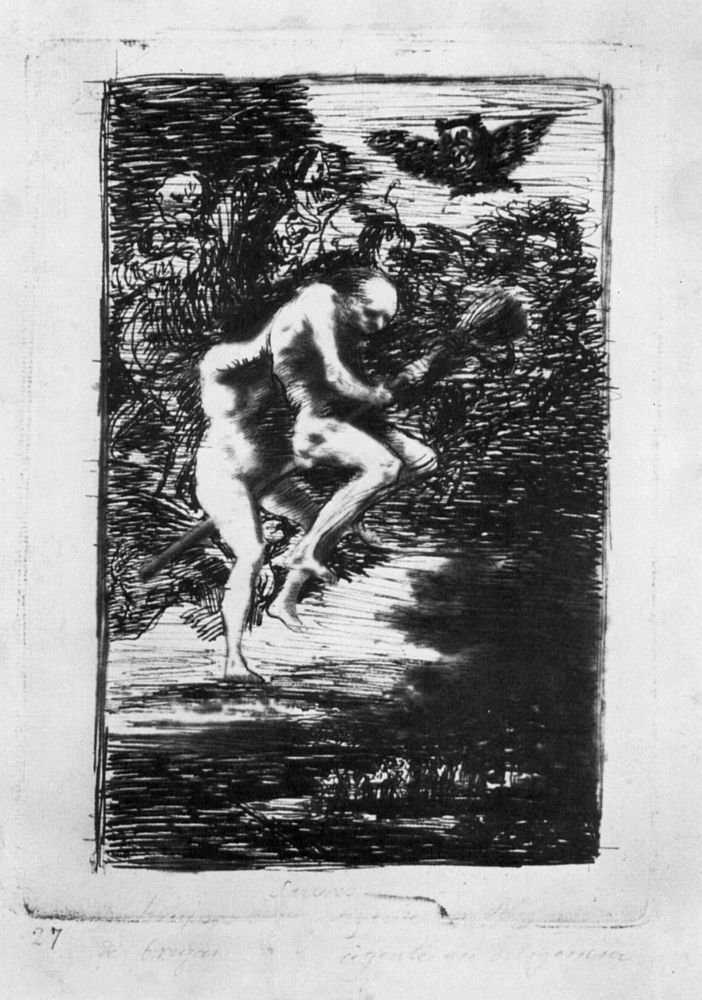
《夢》第4番。

ゴヤは若い魔女に飛ぶ方法を教える年老いた魔女を描いている。年老いた魔女は箒にまたがり、後ろに若い魔女を乗せて空へと上昇している。年老いた魔女は両手で箒の柄をつかみ、飛行に意識を集中させているように見える。一方、弟子は師匠の首にしがみつきながら、下に目をやり、自分たちが飛行する様子を地上から見上げる人々を眺めている。画面右上隅の最も高い場所には翼を広げたフクロウが飛翔しており、これらすべての光景を監視している。伝統的に魔女は箒にまたがって空を飛び、遠く離れた場所で開かれるサバトに出席すると信じられていた。各手稿の注釈はゴヤが飛行する魔女を描いたとしている点で一致している。プラド美術館所蔵の手稿は箒が魔女の移動手段であり、最も重要な道具であると述べている。これに対してスペイン国立図書館の手稿は若い魔女に飛行方法を教える場面であると注釈している。ロペス・デ・アラヤ（López de Ayala） の手稿も同様に箒が移動手段であり、若い魔女に飛行の方法を教えている場面であると簡潔に注釈している。
この図像はログローニョで起きたバスク魔女裁判の異端判決宣告式を再編集した劇作家レアンドロ・フェルナンデス・デ・モラティンの『1610年11月6日・7日のログローニョにおけるアウト・デ・フェ』（Auto de Fe, celebrado en la ciudad deLogroño en los días 6 y 7 de noviembrede 1610）に触発された可能性がある。
ただし、単純に弟子とともに飛行する魔女の師匠を描いた作品ではなく、ゴヤは箒にまたがって飛行する老魔女のイメージを描くことで、売春の仕事を若い女性に紹介する年長の売春婦を仄めかしたと考えられている。実際に、最初の試し刷りの題名「彼女を飛び立たせた」（La Volaron）には性的な意味合いが含まれている。その後、ゴヤは露骨な題名を避けて「美しき女教師」に変更した。スペイン国立図書館の手稿の注釈「老女たちは立派な口ひげの人々の手から箒を取り上げて、初めて彼女たちの脚の間に箒を置き、世界中を飛行する方法を教える」もまた、売春を寓意的に暗示していると考えられる。
ゴヤはドライポイントとエッチングを多用して、老女の老いた肌と若い女性のすべらかな肌を対比させながら丹念に描出している。また画面右上隅でこの光景を観察しているフクロウ、画面右下隅の木、地上で師弟の飛行を目撃している人物たちを精密に描き出している。

## 来歴
パリのフランス国立図書館に所蔵されている試し刷りによると、原題は「La Volaron」であった。初期の試し刷りでは題名の最後にピリオドが付されており、その後、皮肉な意味を与える感嘆符に変更された。
プラド美術館所蔵の《ロス・カプリーチョス》の準備素描は、ゴヤの死後、息子フランシスコ・ハビエル・ゴヤ・イ・バエウ（Francisco Javier Goya y Bayeu）、孫のマリアーノ・デ・ゴヤ（Mariano de Goya）に相続された。スペイン女王イサベル2世の宮廷画家で、ゴヤの素描や版画の収集家であったバレンティン・カルデレラは、1861年頃にマリアーノから準備素描を入手した。1880年に所有者が死去すると、甥のマリアーノ・カルデレラ（Mariano Carderera）に相続され、1886年11月12日の王命によりプラド美術館が彼から購入した。

## ギャラリー
関連作品

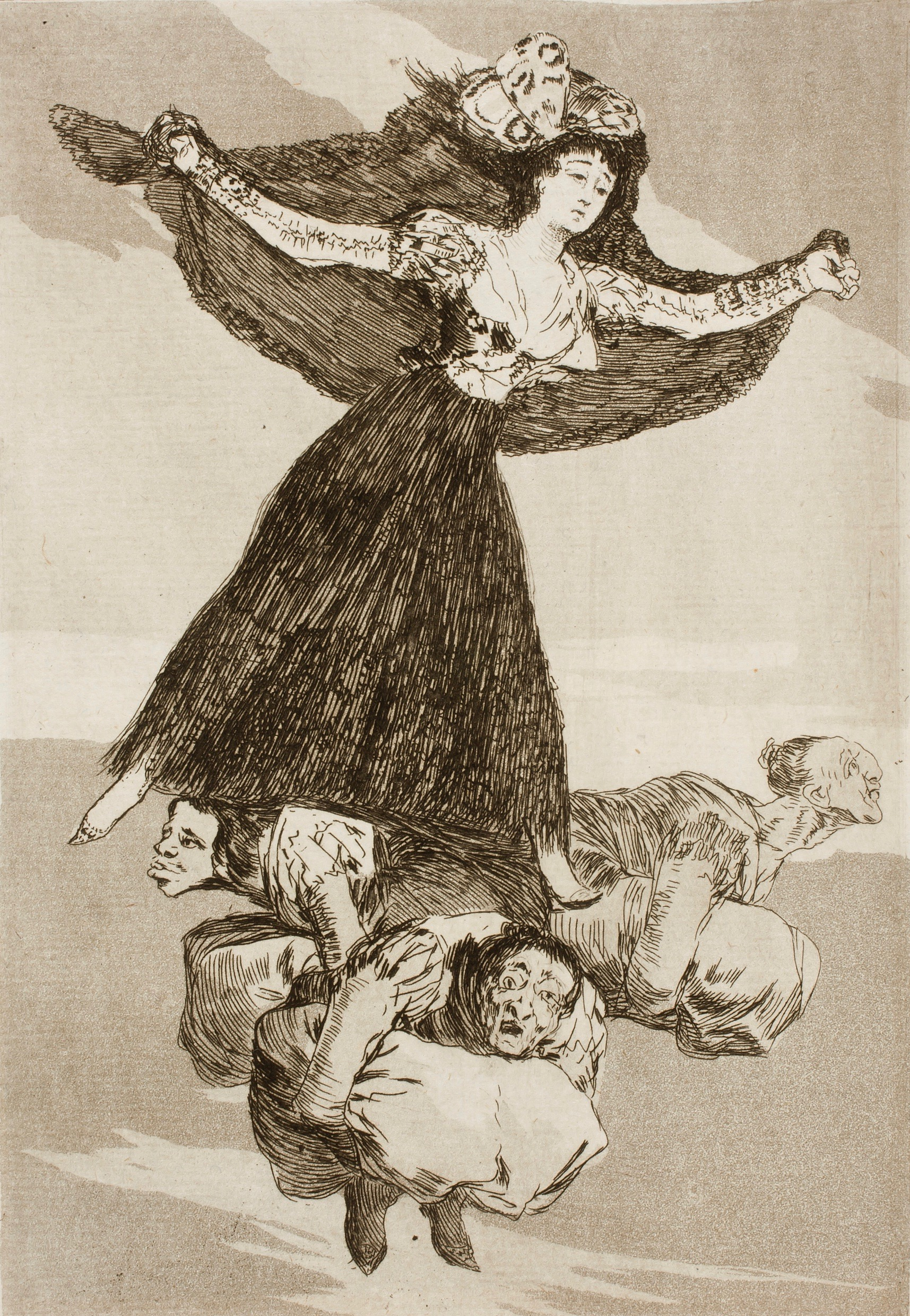
第61番「彼女は飛び去った」
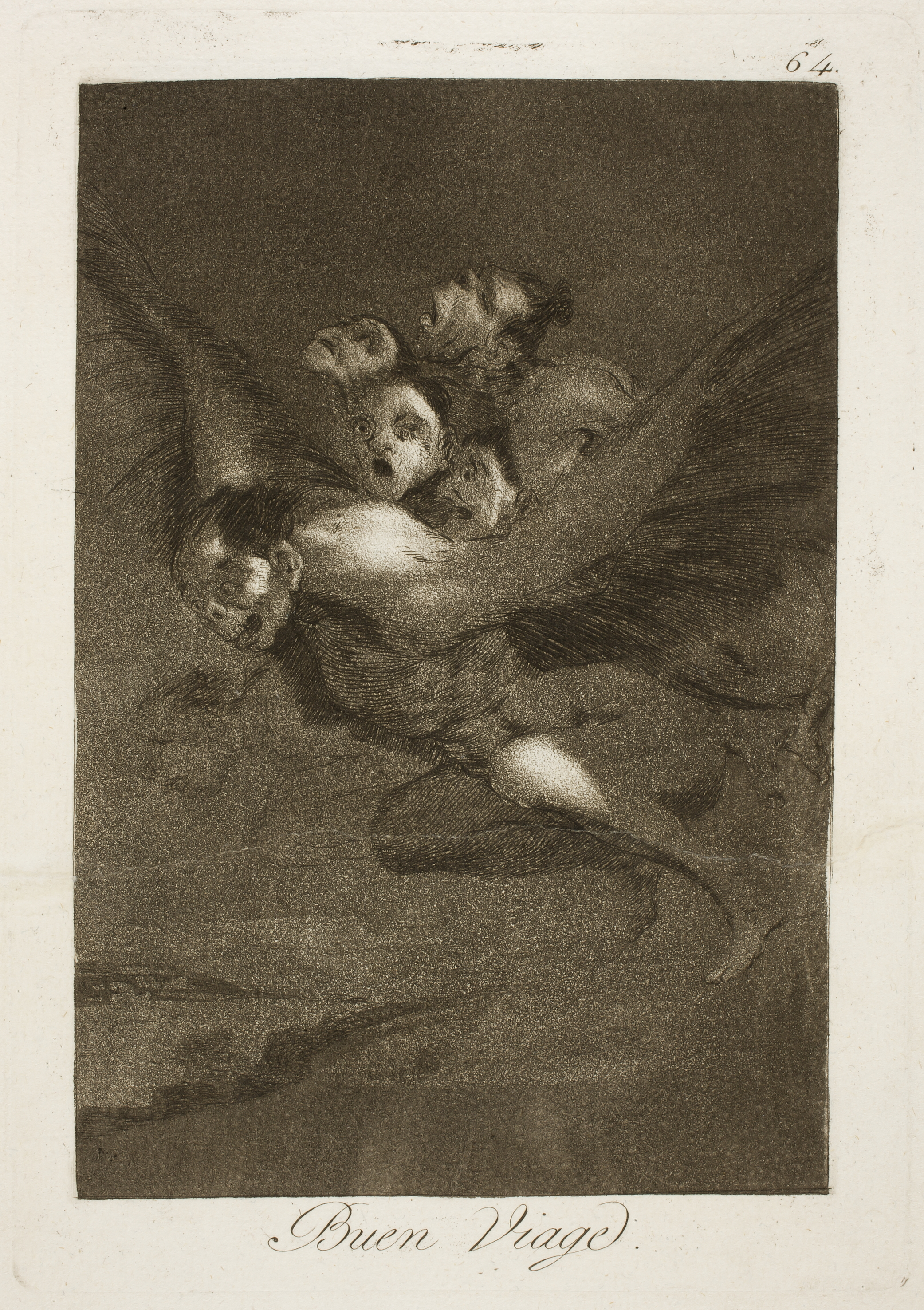
第64番「よいご旅行を」
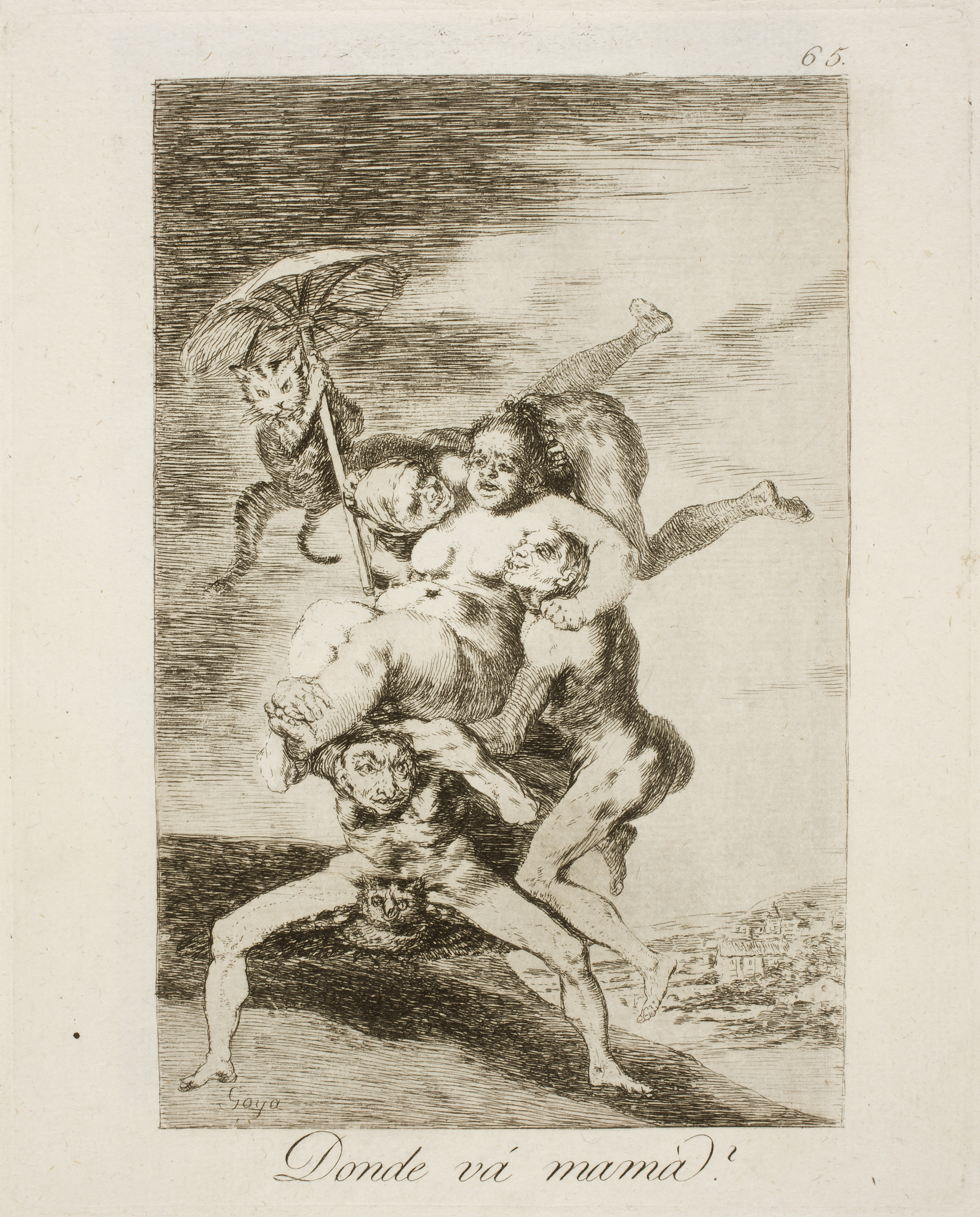
第65番「ママ、どこへ行くの」
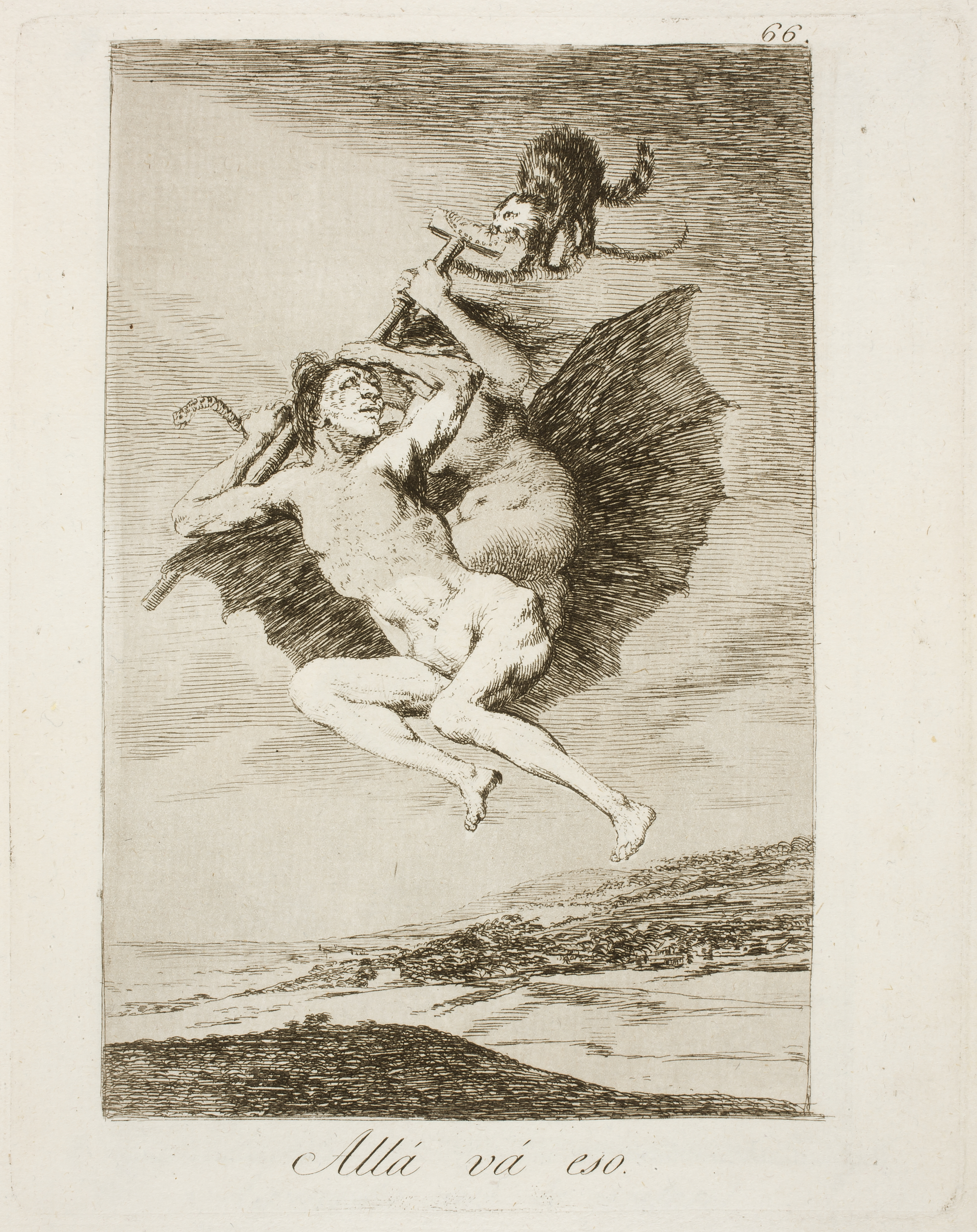
第66番「ほら、あっちへ飛んで行くよ」